# 正治 (陳空崖)
正治（せいじ）は元代、陳空崖が建てた私年号。1297年旧10月。

## 西暦との対照表
| 正治 | 元年   |
| 西暦 | 1297年 |
| 干支 | 丁酉   |